# Hypostomus waiampi
Hypostomus waiampi är en fiskart som beskrevs av Hollanda Carvalho och Weber 2005. Hypostomus waiampi ingår i släktet Hypostomus och familjen Loricariidae. Inga underarter finns listade i Catalogue of Life.